# Retrato de Hipólito de Médici
El Retrato de Hipólito de Médici es un óleo sobre lienzo de 139 x 107 cm obra de Tiziano, que data de 1533 y se conserva en la Galería Palatina de Florencia.

## Historia
Hipólito de Médici, hijo de Juliano duque de Nemours y por tanto nieto del papa Clemente VII, había sido nombrado cardenal a los dieciocho años, pero a medida que maduraba se mostró más inclinado a la guerra que a los asuntos de la Iglesia. Esto es evidente en el retrato que le hizo Tiziano en 1533, en Bolonia, como relata Vasari, o quizás en Venecia, como atestiguaría una fuente descubierta en el año 2000, vinculada a la intermediación de Paulo Jovio (Agosti).
El protagonista aparece vestido de húngaro, en recuerdo de sus hazañas en Viena, durante el asedio otomano, y durante la liberación de Hungría, al mando de cuatro mil mosqueteros. Vasari menciona que además Hipólito le encargó también un segundo retrato, más pequeño, en armadura, del cual no se tiene más rastro.

## Descripción y estilo
Sobre un fondo neutro oscuro, los extraordinarios acordes de rojos oscuros, púrpura y amaranto del atuendo, evidencian el rostro perfectamente iluminado, en el que la expresión tiene un cierto aire seguro y cruel, adecuada a un joven condotiero.
Con ademán guerrero sostiene el bastón de mando, mientras la mano izquierda se cierra sobre la empuñadura de la espada.
El retrato se usó como modelo para varias reproducciones impresas. Desde 1716 está registrado en el palacio Pitti, donde pasó por varias salas antes de llegar a la de Marte donde se encuentra hoy.